# Richard Warren Sears
Richard Warren Sears (Stewartville, 7 de diciembre de 1863 - Waukesha, 28 de septiembre de 1914) fue un relojero, empresario y gerente estadounidense, fue el fundador de Sears, Roebuck & Company con su socio Alvah Curtis Roebuck.

## Primeros años
Sears nació en Stewartville, Minnesota. Su padre era James Warren Sears, nacido alrededor de 1828 en Nueva York que trabajaba como herrero y fabricante de carros; su madre era Eliza Burton, nacida en Ohio alrededor de 1843. 

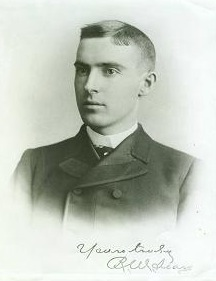
Sears de joven.

La familia vivía en Spring Valley, Minnesota, donde su padre se desempeñó como concejal de la ciudad y finalmente vendió su tienda de vagones en 1875. Sus dos padres eran de ascendencia británica.
Durante su niñez en Spring Valley, se hizo amigo de Almanzo Wilder, el futuro esposo de Laura Ingalls Wilder. En 1880, comenzó a trabajar como operador de telégrafo en la ciudad de North Branch, Minnesota para el ferrocarril de Minneapolis y St. Louis, y más tarde fue transferido a North Redwood Falls, Minnesota, para ser agente de la estación allí.

## Carrera profesional
En 1886, cuando Sears tenía 23 años, en su estación recibió un envío de relojes de oro de un fabricante de Chicago, pero el destinatario local, el joyero Edward Stegerson, rechazó el envío no solicitado.
Una estafa común que existía en ese momento involucraba a mayoristas que enviaban sus productos a minoristas que no los habían pedido. En caso de rechazo, el mayorista ofrecería los artículos ya subidos de precio al minorista a un costo de envío más bajo con el pretexto de aliviar el costo de devolver los artículos. El minorista desprevenido estaría de acuerdo en quitarle esta nueva ganga al mayorista, marcar los artículos y venderlos al público, obteniendo una pequeña ganancia en la transacción.
Pero Stegerson, un minorista conocedor de la estafa, rechazó rotundamente los relojes. El joven Sears aprovechó la oportunidad e hizo un acuerdo con el mayorista para mantener cualquier ganancia que obtuviera por encima de los $12, y luego se dispuso a ofrecer sus mercancías a otros agentes de la estación a lo largo de la línea del ferrocarril por $14. Los relojes fueron considerados un elemento de sofisticación urbana. También debido al crecimiento de los ferrocarriles y la reciente aplicación de zonas horarias, los agricultores y los ferrocarriles necesitaban mantener la hora con precisión, lo que no había sido necesario hasta entonces. Por esas dos razones, los agentes de la estación no tuvieron problemas para vender los relojes a los transeúntes.

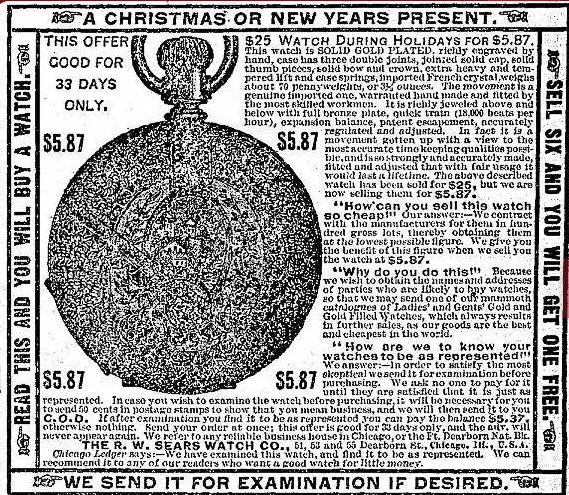
Anuncio de RW Sears Watch Co., 1888

En seis meses, Sears había ganado $5,000 y se sentía tan confiado en esta empresa que se mudó a Minneapolis y fundó RW Sears Watch Company. Comenzó a colocar anuncios en publicaciones agrícolas y a enviar volantes por correo a clientes potenciales. Desde el principio, quedó claro que Sears tenía talento para escribir textos promocionales. Adoptó el enfoque personal en sus anuncios, hablando directamente a las comunidades rurales y de pueblos pequeños, persuadiéndolos de que compraran por correo.

### Chicago
En 1887, Sears trasladó su empresa a Chicago, un importante centro de transporte para el medio oeste de los Estados Unidos, y trasladó su residencia a Oak Park. En 1887 también contrató al reparador de relojes Alvah Curtis Roebuck para que reparara los relojes devueltos. Roebuck fue el primer empleado de Sears y más tarde se convirtió en cofundador de Sears, Roebuck & Company, que se formó en 1891 cuando Sears tenía 28 años. En 1895, la empresa tenía escasez de efectivo y Roebuck había abandonado el negocio. Sears vendió la mitad de la empresa por $75,000.00 a Aaron Nusbaum y su cuñado, Julius Rosenwald. La compañía se incorporó en Illinois como Sears Roebuck & Co. de Illinois el 7 de septiembre de 1895. Richard Sears se retiró en 1908 a los 44 años y Julius Rosenwald se convirtió en presidente.
El primer catálogo de Sears se publicó en 1893 y solo ofrecía relojes. Para 1897, se habían agregado a la oferta artículos como ropa para hombres y mujeres, arados, cubiertos, bicicletas y equipo deportivo.
El catálogo de 500 páginas se envió a unos 300.000 hogares. Sears atendió al cliente rural porque, al haber sido criado en una granja, sabía lo que necesitaba el cliente rural. También tenía experiencia trabajando con el ferrocarril y sabía cómo enviar mercancías a áreas remotas. En 1908, Sears dio otro paso adelante y comenzó a vender casas por correo a través de catálogos.

## Fallecimiento
En 1908, Sears se jubiló y se mudó de Oak Park a Lake Bluff, Illinois debido a problemas de salud. Seis años después, falleció en Waukesha, Wisconsin por causa de la Enfermedad de Bright. Fue enterrado en el mausoleo del cementerio Rosehill en Chicago, cerca de su rival comercial Aaron Montgomery Ward.

## Legado
El lugar de nacimiento de Sears en Stewartville figura en el Registro Nacional de Lugares Históricos.
Sears fue incluido en el Salón de la Fama de Negocios de Estados Unidos del Junior Achievement en 1992.